# Vem där?

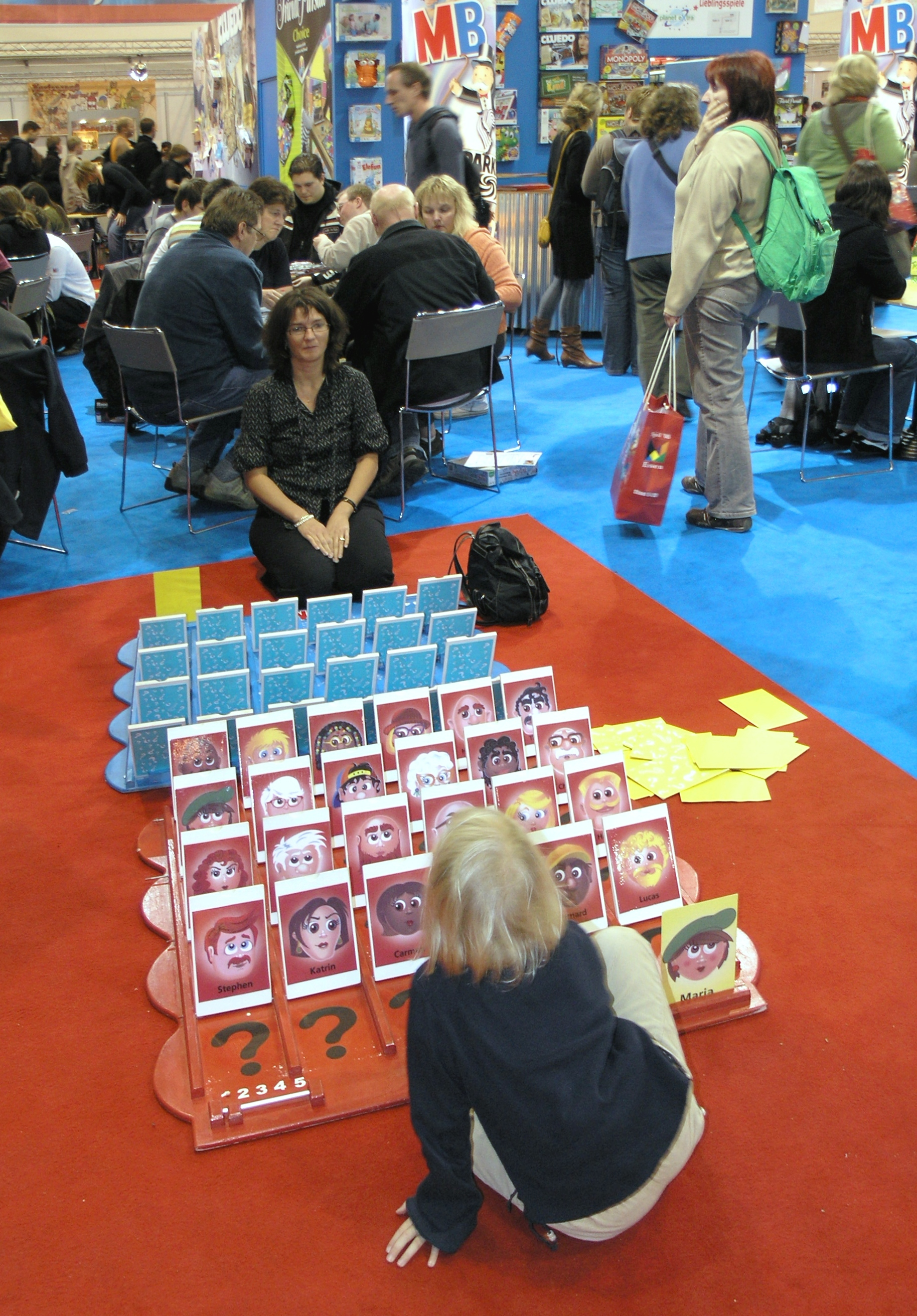
Två personer spelar Vem där?.

Vem där? är ett brädspel som ägs av Hasbro och spelas mellan två personer.

## Spelregler
Spelet har två spelplaner, vardera med 24 olika ansikten och namn. Spelet inleds med att båda spelarna plockar varsitt kort slumpmässigt, vilket blir deras person som den andra spelaren ska gissa fram. Spelarna turas sedan om att ställa en ja-nej-fråga till motståndaren om dennes persons ansikte för att eliminera möjliga personer. När en spelare gissar rätt på den andres person vinner denne spelet.